# Akkusativsprache
Als Akkusativsprachen, auch Nominativ-Akkusativ-Sprachen, bezeichnet man in der Sprachtypologie einen Typ der Einteilung von Satzgliedern, wie er aus den meisten europäischen Sprachen, darunter dem Deutschen, vertraut ist. Akkusativsprachen verwenden dieselbe grammatische Markierung (vor allem Kasus) für das Subjekt von transitiven Verben (typischerweise das Agens-Argument) und das Subjekt von intransitiven Verben. Der Kasus an diesen beiden Positionen ist dann der Nominativ. Seinen Namen hat dieser Sprachtyp davon, dass für das direkte Objekt von transitiven Verben (typischerweise das Patiens-Argument) im Gegensatz dazu ein besonderer Kasus verwendet wird, nämlich der Akkusativ. Hierbei ist eher der Akkusativ der Kasus, der gesondert markiert wird, während der Nominativ tendenziell der Kasus ist, der unmarkiert bleibt (also endungslos ist).
Eine solche Einteilung in Nominativ- und Akkusativ-Ergänzungen ist in den Sprachen der Welt der häufigste Fall, aber nicht alternativlos: Ihr gegenüber steht v. a. der Typ der Ergativsprache, die (im Idealfall) spiegelbildlich verfährt und einen speziell markierten Kasus nur für das Subjekt des transitiven Satzes benutzt, unmarkierten Kasus an den übrigen Positionen.
In einem strikten Sinn sind nur solche Sprachen Akkusativsprachen, in denen ein Akkusativ als spezieller Kasus markiert wird. In einem weiteren Sinn wird diese Bezeichnung auch auf Systeme angewandt, die Verbergänzungen anders markieren als durch Kasus, d. h. durch Wortstellung oder Personalaffixe am Verb, aber hierbei eine gleichartige Unterteilung vornehmen.

## Schema
|             | Subjekt   | Objekt    |
| ----------- | --------- | --------- |
| transitiv   | Nominativ | Akkusativ |
| intransitiv | Nominativ | –         |

Beispiel
Ein bekanntes Beispiel für eine Akkusativsprache ist Latein – hier wird allerdings neben dem Akkusativ meist auch der Nominativ mit einer Endung markiert (was z. B. im Deutschen sehr wenig der Fall ist):
Domin-us veni-t.
Herr-nom.sg kommen-präs.3sg
„Der Herr kommt.“
Domin-us serv-um audi-t.
Herr-nom.sg Sklave-akk.sg hören-präs.3sg
„Der Herr hört den Sklaven.“

## Zur Verbreitung
- In Europa (ohne den Kaukasus) werden fast alle Sprachen als Akkusativsprachen eingestuft, eine Ausnahme ist die Baskische Sprache.
- Die meisten indoeuropäischen Sprachen (z. B. Deutsch, Latein oder Griechisch) sind Akkusativsprachen, Hindi und Marathi sind Ausnahmen.
- Auch sonst ist dieser Typ weltweit häufig, z. B. liegt er vor in den uralischen Sprachen (z. B. Finnisch, Ungarisch), in den Turksprachen (z. B. Türkisch) oder im Japanischen.[1]